# But de Wembley
Le but de Wembley (en allemand Wembley Tor, en anglais Wembley goal ou the Third goal) est le nom donné à un but marqué par l'Angleterre contre l'Allemagne de l'Ouest pendant la prolongation de la finale de la Coupe du monde de football de 1966 dans le stade de Wembley à Londres. 
Il fut inscrit à la 100e ou 101e minute par l'attaquant anglais Geoffrey Hurst. De par sa dramatique — un but en prolongation de finale de la coupe du monde contribuant à la victoire de l'Angleterre par deux buts d'écart — et par l'impossibilité, aujourd'hui encore, de démontrer ou d'infirmer que le ballon a franchi la ligne, il est considéré comme le but le plus contesté de l'histoire du football et un des « buts fantômes » les plus célèbres. Il est ainsi devenu un argument en faveur des systèmes d'aide à l'arbitrage sur la ligne de but.

## Déroulé
Le 30 juillet 1966, lors de la finale de la Coupe du monde de football à Wembley, l'Angleterre affronte l'Allemagne. Les 95 000 spectateurs attendent un duel à distance entre les Allemands Franz Beckenbauer et Uwe Seeler et les Anglais Bobby Moore et Bobby Charlton. C'est pourtant Geoffrey Hurst, l'avant-centre de West Ham United, qui va être le héros de la rencontre. Il égalise de la tête (1-1, à la 18e minute) alors que les Allemands avaient ouvert tôt la marque. Le score de 2-2 à l'issue du temps règlementaire envoie les deux équipes en prolongations. 
C'est alors qu'arrive cette 100e minute du match : Alan Ball fait une passe pour Hurst qui élimine un défenseur allemand. Hurst frappe puissamment en déséquilibre. La balle monte en l'air et frappe le dessous de la barre transversale (ronde). Puis elle retombe sur la ligne, ou presque, ressort du but et est renvoyée en corner par un défenseur allemand. 
Toute la question est de savoir si la balle est retombée sur la ligne, ou juste derrière. Effectivement, le règlement stipule que la balle doit avoir franchi la ligne de tout son diamètre pour que le but soit accordé. L'arbitre suisse, Gottfried Dienst, hésite et demande à son juge de touche, le Soviétique Tofik Bakhramov, qui indique que la balle est bien entrée dans le but.
Les joueurs allemands protestent mais le but est accordé. 
Hurst marquera même un troisième but (4-2, 120e), devenant le premier joueur à réaliser un triplé en finale de Coupe du monde. Mais ce but marqué à l'ultime minute de la prolongation est une conséquence directe du troisième : pratiquement toute la défense allemande était montée pour tenter d'égaliser et Hurst et un autre joueur avaient pu contre-attaquer en n'ayant qu'un défenseur et le gardien à battre. Le terrain avait d'ailleurs commencé à être envahi par des supporters avant que le but ne soit marqué. Il n'enlève donc rien à la polémique créée par le but de la 100e minute car les Allemands n'auraient pas pris ce risque en cas d'égalité, et le match aurait alors été rejoué.

## But ou non
Aujourd'hui encore, la validité de ce but fait débat.

### Les déclarations des acteurs
Pour Geoffrey Hurst, après le match, il ne fait aucun doute que le but était valable. La meilleure preuve selon lui réside dans le fait que son coéquipier Roger Hunt placé au plus près de l'action ait levé les bras quelques dixièmes de secondes après la frappe sans chercher réellement à pousser la balle dans le but.  Mais bien plus tard il dira : « Je n'ai pas vraiment vu s'il y avait but, mais j'ai senti que le ballon était dedans. »
Les Allemands eux sont plus affirmatifs. Helmut Haller dira : « Je n'étais qu'à huit mètres quand le ballon est arrivé à Hurst. Je vous jure, il n'est pas entré. »
et le gardien Hans Tilkowski, interrogé en juillet 2000 par France Football à l'occasion de son 65e anniversaire répondra : « Je n'ai aucune envie de répéter pour la énième fois que le ballon n'avait pas franchi la ligne de but. »
L'arbitre Gottfried Dienst déclara lui : « J'étais loin de l'action, je doutais, heureusement mon juge de touche m'a montré des deux mains que le ballon avait rebondi environ 20 cm derrière la ligne. »
Celui-ci, Tofik Bakhramov, dans ses mémoires écrira que le ballon a rebondi non sous la barre mais sous le filet, ce que les images semblent infirmer. Une légende raconte que lorsqu'on lui demandait officieusement pourquoi il avait validé ce but, ce dernier répondait d'un simple mot : Stalingrad,,,.

### Images et analyses
Les images filmées de l'époque, même au ralenti, n'ont pu prouver la validité du but. La décomposition image par image ne permet pas d'avoir une image du ballon frappant au sol. Mais un film Super 8 en couleur tourné par un spectateur en tribune semble confirmer que le but n'était pas valable. 
En 1995, 29 ans après les faits, les ingénieurs de biomécanique de l'université d'Oxford, Ian Reid et Andrew Zisserman, dans une étude commandée par le Sunday Times, menèrent l'enquête (à l'aide de diverses simulations informatiques) et conclurent à une erreur de l'arbitre suisse. Pour eux en effet, il manquait 7,6 cm pour que le ballon ait franchi intégralement le but. 
Mais le débat ne sera peut-être jamais clos, puisque trois ans plus tard, un producteur israélien  de logiciels a estimé, également à l'aide d'ordinateurs, que le ballon avait bel et bien franchi entièrement la ligne.

## Suites
Ce n'est pas le seul but prêtant à polémique sur ce match. Sur les six buts marqués, deux autres en plus du but de la 100e sont très contestables.
L'arbitre suisse Gottfried Dienst continuera encore pendant deux ans à arbitrer des matchs internationaux mais n'arbitrera plus après la finale de l'Euro 1968 entre la Yougoslavie et l'Italie où il sera jugé avoir trop avantagé cette dernière (score 1-1 à la fin du match qui sera donc rejoué, arbitré par un espagnol). Il meurt en 1998.
Tofik Bakhramov deviendra une sorte d'icône en Angleterre, connu comme the Russian linesman (le juge de touche russe). Il sera brièvement président de la Fédération azerbaïdjanaise de football à l'indépendance de l'ex-république soviétique en 1991 et le principal stade du pays a été renommé en son honneur à sa mort en 1993. 
En huitièmes de finale de la Coupe du monde 2010 en Afrique du Sud, les Anglais sont de nouveau opposés aux Allemands. Alors que l'Allemagne mène 2 buts à 1,  le tir du joueur anglais Frank Lampard frappe la transversale, rebondit derrière la ligne de but avant, avec l'effet, de retoucher de nouveau la transversale et d'être enfin saisi par le gardien. L'arbitre uruguayen Jorge Larrionda, après avoir consulté son arbitre assistant, refuse le but dont les images vidéos montre qu'il a rebondi nettement à l'intérieur du but. Le   tabloïd allemand Bild Zeitung parlera le lendemain de « vengeance » du but litigieux de la finale de 1966. 
Ce but fantôme relancera la question de l'arbitrage au moyen d'outils électroniques ou vidéos. Une technologie sur la ligne de but sera finalement mise en place pour la coupe du monde de 2014 au Brésil.
Le 23 juin 2016, dans un article humoristique, le tabloïd allemand Bild Zeitung promet de reconnaître la validité du but si le Royaume-Uni vote pour rester dans l’Union européenne lors du référendum sur ce sujet.